# Anabacerthia
Anabacerthia es un género de aves paseriformes perteneciente a la familia Furnariidae que agrupa a especies nativas de la América tropical (Neotrópico),  donde se distribuyen desde el sur de México a través de América Central y América del Sur, hasta el noreste de Argentina. Sus miembros son conocidos popularmente como ticoticos, y también hojarasqueros, limpiafrondas o limpia-follajes, entre otros.

## Etimología
El nombre genérico femenino «Anabacerthia» resulta de una combinación de los géneros Anabates (los colaespinas) y Certhia (los agateadores).

## Características
Los ticoticos de este género son furnáridos de tamaño relativamente pequeño, midiendo entre 15,5 y 18 cm de longitud. Son arborícolas encontrados en el estrato bajo de selvas húmedas y sus bordes. Aparte su menor tamaño, se parecen a las especies del género Philydor.

## Lista de especies
Según las clasificaciones del Congreso Ornitológico Internacional (IOC) y Clements Checklist v.2018, el género agrupa a las siguientes especies con el respectivo nombre popular de acuerdo con la Sociedad Española de Ornitología (SEO):
| Imagen | Nombre científico          | Autor                          | Nombre común           | EC (*) |
| ------ | -------------------------- | ------------------------------ | ---------------------- | ------ |
|        | Anabacerthia striaticollis | Lafresnaye, 1841               | ticotico montano       | LC     |
|        | Anabacerthia variegaticeps | (P.L. Sclater, 1857)           | ticotico de anteojos   | LC     |
|        | Anabacerthia ruficaudata   | (d'Orbigny & Lafresnaye, 1838) | ticotico colirrufo     | LC     |
|        | Anabacerthia amaurotis     | (Temminck, 1823)               | ticotico cejiblanco    | NT     |
|        | Anabacerthia lichtensteini | (Cabanis & Heine, 1859)        | ticotico ocráceo chico | LC     |

(*) Estado de conservación

## Taxonomía
Los estudios genéticos-moleculares de Derryberry et al. (2011), demostraron cabalmente que las especies entonces denominadas Philydor ruficaudatum y Philydor lichtensteini, estaban mucho más próximas al presente género. Mediante la aprobación de la Propuesta N° 527 al Comité de Clasificación de Sudamérica (SACC), fueron transferidas, cambiando sus nombres científicos para: Anabacerthia ruficaudata y Anabacerthia lichtensteini.